# 안드로메다자리 51
안드로메다자리 51은 안드로메다자리에 있는 +4등급 항성이다. 분광형은 K3로, 오렌지색으로 빛나는 거성이며 태양계에서 약 170광년 떨어져 있다.

## 관측 역사
이 별은 원래 프톨레마이오스 성표, 티코 성표 등에서는 안드로메다자리에 속해 있었으며 페르세우스자리 피와 함께 안드로메다의 오른쪽 다리에 위치하는 것으로 실려 있었다.
그런데 요한 바이어는 페르세우스자리 피와 안드로메다자리 51 둘 다 근처의 페르세우스가 가지고 있는 검으로 위치를 인식했고, 두 별을 페르세우스자리로 넣었다. 따라서, 51은 안드로메다자리에서 다섯 번째로 밝은 별임에도 불구하고 안드로메다자리의 바이어 기호를 갖고 있지 않다. 요한 바이어는 51에 페르세우스자리 입실론 명칭을 붙였다.
이후 요하네스 헤벨리우스는 페르세우스자리에서 이 별을 다시 안드로메다자리로 옮겼으며, 플램스티드도 이를 답습했다. 이후 오늘날까지 51은 안드로메다자리에 해당되는 것으로 고정되었지만, 프리드리히 빌헬름 아르겔란더와 에두아르드 하이스는 이 별을 페르세우스자리 소속으로 취급했다.

## 명칭
이 별은 가끔 안팔 또는 엘 안팔로 불려 왔는데, 이는 아랍어로 고대 안드로메다자리와 페르세우스자리 사이 별자리를 부르던 명칭인 알-안팔(الانفال: '전리품', '약탈한 물건') 또는 알-사이프(السيف و الانفال : 검과 전리품)에서 온 것으로 보인다.